# Estación Dolores
Dolores es una estación ferroviaria ubicada en la ciudad homónima, en el partido homónimo, Provincia de Buenos Aires, Argentina.

## Servicios
Es una estación intermedia del ramal entre la estación Constitución de la ciudad de Buenos Aires con la estación Mar del Plata. Los servicios de Trenes Argentinos Operaciones prestan parada en esta estación.
Sus vías e instalaciones están a cargo de la empresa Trenes Argentinos

## Ubicación e Infraestructura
Ubicada en el kilómetro 203 de la línea ferroviaria, la misma se encuentra a unos 2 kilómetros del centro de la ciudad, con acceso por las calles Pillado e Ingeniero Quadri.
Es una estación de doble andén y doble vía. Su curvatura y frondosa arboleda la hacen una estación con un entorno muy característico.

## Historia
La primitiva estación fue inaugurada el 10 de noviembre de 1874 en el primer viaje desde la vieja Chascomús hasta esta estación. Por ese entonces, las vías férreas eran propiedad del Ferrocarril del Sud. Al extenderse la vía férrea hasta Maipú 6 años después, la vieja estación, aún en pie pero sin uso, fue reemplazada por la actual ubicada unos 400 metros más al norte de la primera, en el punto donde la línea férrea comienza a describir una gran curva de casi 90 grados.

## Galería

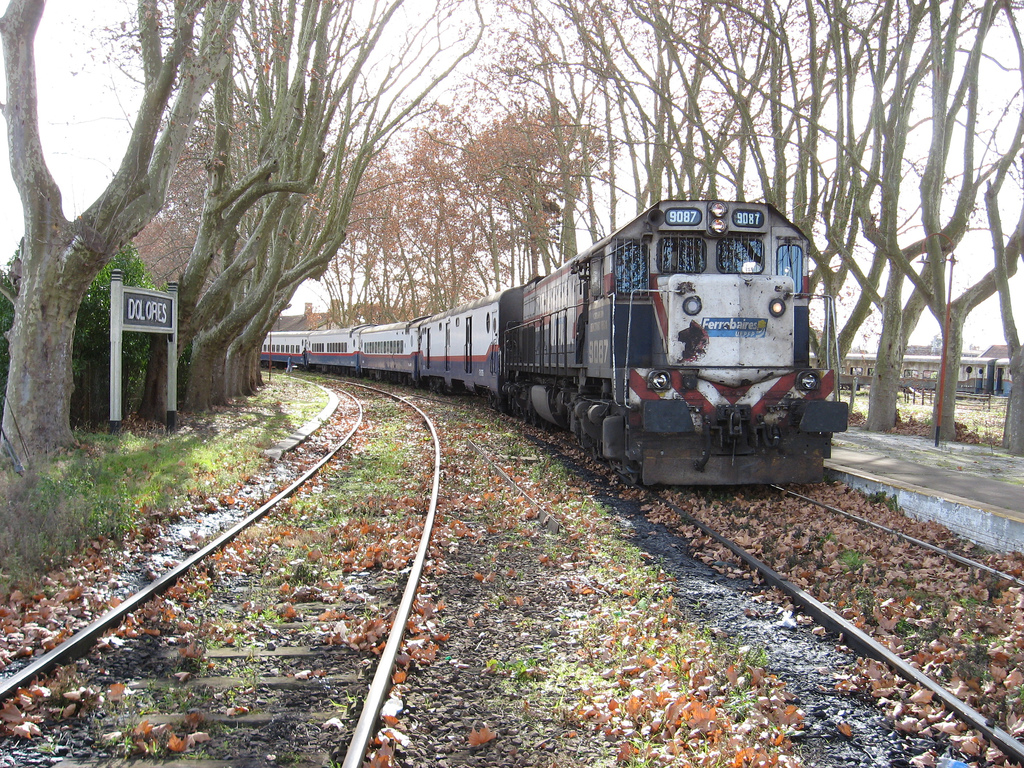
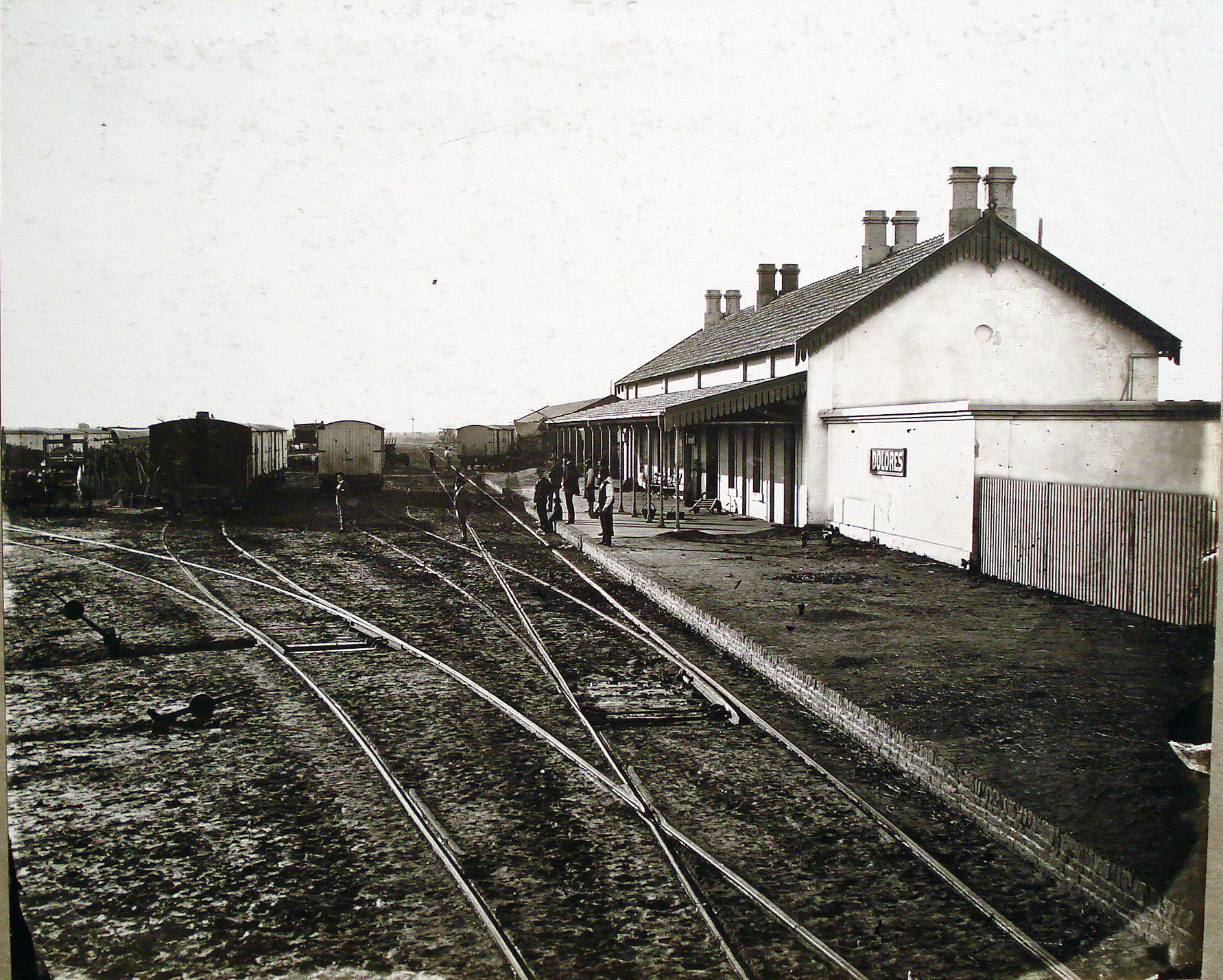